# Quechua (taal)

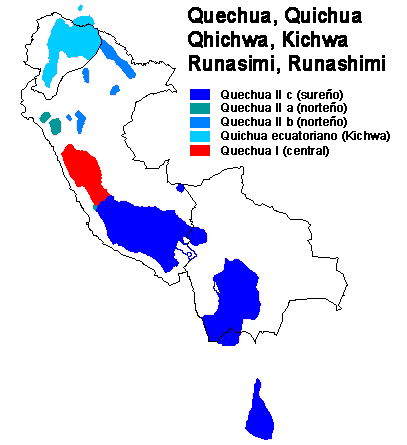
Verspreidingsgebied van de verschillende vormen van Quechua

Quechua (ook Quichua, Kichwa/Kechua of Qhiswa/Qheswa - in de eigen spelling benoemd en geschreven als Runa simi of Qhichwa shimi) is een indiaanse taalfamilie en macrotaal zonder bewezen verwanten. De taal wordt gesproken door circa 8-10 miljoen mensen in een gebied dat zich uitstrekt van Zuid-Colombia tot Argentinië, in het bijzonder in Peru (ca. 4,5 miljoen), Ecuador (ca. 1,5 miljoen) en Bolivia (ca. 2,9 miljoen).
Quechua was de belangrijkste voertaal van het Inca-rijk (Tawantinsuyu) in de 15e en 16e eeuw. Het percentage moedertaalsprekers van het Quechua bekeken op de totale bevolking van de Centrale Andes is in de loop der tijd echter sterk afgenomen. Dit komt door de dominantie van het Spaans en Portugees in bijna heel Zuid-Amerika. Quechua wordt geschreven met het Latijnse alfabet in een spelling beïnvloed door het Spaans.

## Oorsprong en verspreiding
De grote mate van verspreiding van Quechua-varianten over het Andes-gebied wordt vaak toegeschreven aan de Inca's, maar de verschillen tussen de varianten brengen linguïsten tot de conclusie dat de taal al lang voor de relatief late en korte Incaperiode een groot verspreidingsgebied heeft gehad. Het gebied in de buurt van Cuzco, waar de taal zijn naam aan ontleent, is mogelijk zelfs eerst Aymara-gebied geweest, waar pas kort voor de Inca-invasie het Quechua de overhand had gekregen. De Inca's hebben tijdens het eerste deel van hun expansie dus vooral gebieden ingenomen waar toch al Quechua-varianten gesproken werden en hebben er vermoedelijk vooral aan bijgedragen dat zich een lingua franca ontwikkelde die deze weer dichter bij elkaar bracht. Harde uitspraken hierover zijn echter vrijwel onmogelijk omdat er nagenoeg geen overleveringen zijn uit de tijd voor de Spaanse invasie.

## QuechuaofQuichua?
Deze taal wordt oorspronkelijk vooral door niet-Quechuasprekers Quechua genoemd, de sprekers zelf noemen hun taal Runa simi, wat 'taal van de mensen' betekent. De naam Quechua komt van het woord qhiswa, dat 'warme vallei' betekent.
Het is dan ook niet verwonderlijk dat in sommige gebieden waar Quechua-varianten gesproken worden men de taal ook Quichua noemt (o.a. in het noorden van Peru, in Ecuador, maar ook in delen van Argentinië). Vooral in Ecuador heeft men het ook in publicaties eerder over Quichua dan Quechua, terwijl ook (deels verouderde) Runa simi-spellingen voor het woord veel worden gebruikt, zoals Qhiswa of Kichwa (uit een soort trots met de indiaanse identiteit).
Het 'Quichua' uit Ecuador is een mengvorm van het door de Inca's meegebrachte Quechua en de taal van de Cara's en Puruha's, die oorspronkelijk het grootste deel van Ecuador bevolkten. Het Quichua werd geschreven zoals het uitkwam, passend binnen het Spaanse alfabet. Intussen is er een officiële overkoepelende grammatica. Het officiële alfabet bevat de letters a, ch, h, i, l, ll, m, n, k, ñ, p, r, s, sh, t, ts, u, w, y. Verder is een van de grammaticale regels, dat er nooit twee klinkers achter elkaar komen.
Hierbij maken niet alleen de indianen zelf overigens een onderscheid tussen Quechua en Quichua als 'behoorlijk verschillende dialecten', maar ook erkende lijsten zoals de Ethnologue (oorsprong van de veelgebruikte SIL-codes) gebruiken beide namen om onderscheid te maken. Dit wil overigens nog niet per se zeggen dat een 'Quichua'-variant uit Ecuador meer op het 'Quichua' van Argentinië zou lijken dan op 'Quechua' uit Peru.
Ergo: Als aanduiding voor de taalfamilie lijkt tegenwoordig internationaal Quechua geprefereerd te worden, terwijl voor individuele talen/dialecten ook Quichua regelmatig gebruikt wordt. Opvallend aan deze dominantie van de 'e'-variant is dat in de huidige officiële schrijfwijzen (alfabet) voor de taal zelf de 'e' meestal niet gebruikt wordt. Voor het volk lijkt overigens Quichua correcter te zijn, maar voor zowel taal als volk kan geen van beide echt als verkeerd worden aangemerkt.

## Runa simi
In het Quechua zelf noemt men de taal runa simi (soms runa shimi). 'Runa' betekent mensen en 'simi' betekent taal of tong. Later is dit weer verbasterd tot runasimi als een soort algemeen begrip voor 'indianentaal' waar soms ook niet-Quechua talen mee worden aangeduid. Ten tijde van de Inca-overheersing werd onder de Quechua-sprekers inka simi gebruikt als aanduiding voor de taal van de Inca's, maar van deze 'geheime taal' van de hogere Incaklasse weet men nog steeds niet of het Puquina was of een Aymara-variant of een hoge variant van het Quechua zelf. Doordat met de uitbreiding van het Incarijk ook het Quechua steeds verder verbreid werd (en als Inca-taal werd gezien) zijn er gebieden in o.a. Colombia waar met inka simi juist weer Quechua wordt aangeduid.

## Indeling van dialecten
Als taalfamilie of macrotaal worden, in navolging van onderzoek uit 1963 door Gary Parker en uit 1964 door Alfredo Torero, de "Quechuatalen" (Quechuan Lenguages in ISO 639-3) vaak als volgt ingedeeld:
- Quechua I of Quechua B of Central Quechua of Waywash, gesproken op de Peruaanse hoogvlakte en kust.
  - De meestgebruikte varianten zijn Huaylas Ancash, Huaylla Wanca, Noordelijk Conchucos Ancash en Zuidelijk Conchucos Ancash.
- Quechua II of Quechua A of Periferiek Quechua of Wanp'una, opgesplitst in
  - Yunkay Quechua of Quechua II A, gesproken in het noordelijke bergland van Peru; het meestgebruikte dialect is Cajamarca.
  - Noordelijk Quechua of Quechua II B, gesproken in Ecuador, Noord-Peru en Colombia
    - De meestgebruikte varianten zijn Chimborazo Hoogland Quichua en Imbabura Hoogland Quichua.

  - Zuidelijk Quechua or Quechua II C, gesproken in Bolivia, Zuid-Peru, Chili, en Argentinië.
    - De meestgebruikte varianten zijn Zuid-Boliviaans, Cuzco, Ayacucho en Puno.

De grootste diversiteit in dialecten wordt aangetroffen in het Quechua I-gebied. Daarom wordt tegenwoordig ook wel aangenomen dat dit gebied mogelijk de bakermat van het Quechua is, in plaats van het gebied bij Cuzco, waaraan de taal zijn naam ontleent.
Opvallend is dat de Quechua II-varianten zowel noordelijk als zuidelijk van het Quechua I-gebied te vinden zijn en hoewel ze geografisch relatief ver uit elkaar liggen toch meer overeenkomst met elkaar vertonen dan met het Quechua I dat ertussenin ligt. Vooral in de groep Quechua II B noemen de sprekers de taal eerder Quichua dan Quechua, maar ook in delen van Argentinië (Quechua II C).
Het Quechua II C is de belangrijkste vertegenwoordiger van het Quechua, met de meeste sprekers en een groot cultureel erfgoed.

### Voorbeelden van dialecten
|        | Ayacucho | Cuzco  | Bolivia | Ecuador | Cajamarca | San Martín | Junín  | Ancash |
| ------ | -------- | ------ | ------- | ------- | --------- | ---------- | ------ | ------ |
| 'één'  | huk      | huq    | uj      | shuk    | suq       | suk        | huk    | huk    |
| 'tien' | chunka   | chunka | chunka  | chunka  | trunka    | chunka     | trunka | chunka |
| 'zoet' | miski    | misk'i | misk'i  | mishki  | mishki    | mishki     | mishki | mishki |
| 'geef' | quy      | quy    | quy     | kuy     | quy       | kuy        | uy     | quy    |
| 'wit'  | yuraq    | yuraq  | yuraq   | yurak   | yuraqay   | yurak      | yulaq  | yuraq  |

## Verwantschap met andere talen

### Inga
In de Ethnologue zijn ook de varianten van de Colombiaanse taal Inga opgenomen onder "Quechuan" (in de groep Quechua II B). In de voorlopige versie van ISO/DIS 639-3, die van de Ethnologue is afgeleid, zijn 'Inga' (code inb) en 'Jungle Inga' (code inj) echter niet ondergebracht bij de macrotaal Quechuan (code qu/que), mogelijk omdat communicatie met een gemeenschappelijke basis-'Quechua' tussen sprekers van Inga en andere Quechua-varianten niet meer probleemloos mogelijk is.

### Aymara
In het verleden werden Aymara en Quechua vanwege een grote overeenkomst in klanken en woorden doorgaans als (nauw)verwant beschouwd en in één adem genoemd als de Aymara-Quechua-taalgroep "Quechuamaran". Tegenwoordig wordt echter aangenomen dat de talen wel degelijk van verschillende oorsprong zijn en dat de overeenkomsten eerder het gevolg zijn van eeuwenlang intensief contact tussen de sprekers van beide talen.

### Asháninka
Er wordt weleens geopperd dat ook Quechua en Asháninka enige verwantschap hebben, maar hierbij is het nog duidelijker dan bij Aymara een geval van onderlinge beïnvloeding en leenwoorden door (historisch) contact.

### Achuar
Het Kichwa dat gesproken wordt in het Oosten van Ecuador, in het Amazonegebied, heeft intensief contact met het Achuar, Shuar en andere Chicham (Jivaro) talen.

## Schrijfwijze
In tegenstelling tot het bijvoorbeeld Maya was het Quechua ten tijde van de Spaanse invasie van het Inca-rijk een ongeschreven taal. Het is dan ook niet verwonderlijk dat de eerste aanzetten om het Quechua te schrijven gebaseerd waren op Spaanse schrijfwijzen voor klankbeelden, die objectief beschouwd verre van ideaal aansloten op de echte klanken en eenvoud van de taal. Daarnaast hebben ook politieke en emotionele factoren, zoals het benadrukken van een eigen identiteit, een rol gespeeld bij het ontstaan van verschillende, deels 'officiële' schrijfwijzen van de taal. Tot slot brengt de grote verscheidenheid aan taalvarianten soms de noodzaak voor verschillende spellingvarianten mee, waardoor al met al een kakelbonte verzameling schrijfwijzen is ontstaan die door velen bekritiseerd wordt als zeer nadelig voor de positie van de taal tegenover het in de regio dominante Spaans.

### Drie of vijf klinkers
Een van de strijdpunten is het gebruik van een alfabet met drie dan wel vijf klinkers. In de drieklinkervariant worden alleen de klinkers 'a', 'i' en 'u' gebruikt, in de vijfklinkervariant ook de 'e' en de 'o'. Saillant detail is dat de Peruaanse regering in 1975 bij het opstellen van hun eerste officieel erkende spelling voor het Quechua is uitgegaan van vijf klinkers, maar dit bij een spellingherziening in 1985 heeft teruggedraaid naar het drieklinkersysteem. Ook in Ecuador en Bolivia is dit inmiddels de officieel erkende versie.
De aanhangers van het drieklinkeralfabet ('tri‑vocalistas') zijn vooral te vinden onder linguïsten en overheden en in de groeiende groep jonge mensen die dit systeem op school hebben geleerd. Overigens worden hierbij de 'e' en 'o' wel gebruikt voor leenwoorden uit andere talen (vooral Spaans natuurlijk) die qua klank niet op het Quechua zijn aangepast.
De 'penta‑vocalistas' zijn vooral niet-linguïsten en Quechua-sprekers van middelbare leeftijd die geen onderwijs in de taal hebben gehad, maar wel in het Spaans zijn gealfabetiseerd (en dus ook tweetalig zijn). Het zijn wel de mensen die zich in de tweede helft van de twintigste eeuw voor de officiële erkenning en opleving van het Quechua sterk hebben gemaakt en veel in het Quechua gepubliceerd hebben en dat ook nu nog doen, onder andere vanuit de door hen zelf begonnen Academia Mayor de la Lengua Quechua. Uiteraard publiceren zij in het vijfklinkeralfabet.
Als probleem voor het gebruik van vijf klinkers wordt aangedragen dat de taal in de uitspraak feitelijk maar drie klinkers kent en dat alleen voor mensen die tweetalig zijn opgegroeid de extra klinkers 'logisch' zijn. Dit wordt temeer duidelijk doordat veel Quechua-sprekers in het Spaans moeite hebben met het uitspreken van de 'o' en de 'e' en daar vaak over worden uitgelachen. Het vijfklinkersysteem maakt dus het alfabetiseren van mensen die puur het Quechua als moedertaal hebben nodeloos ingewikkeld.
Wel sluit het natuurlijk beter aan op de 'moderne wereld' van Latijns-Amerika waar Spaans en Portugees domineren, maar voor de Quechua-woorden mondt het vooral uit in oeverloze discussies over of een woord nu met 'i' of 'e' geschreven moet worden of met 'u' of 'o'. Met drie klinkers is dat probleem er niet, worden woordbeelden uniformer en kan nog steeds iedereen de uitspraak van de geschreven klinker variëren, afhankelijk van de opbouw van het woord of de eigen tongval (ter vergelijking: in het Nederlands is de klank van de 'a' in pa en pap ook verschillend). In het Quechua gaat dan bijvoorbeeld een 'u' achter een 'q' iets meer in de richting van een 'o' klank dan achter een 'k'.
Vanwege de officiële status van de drieklinkerversie in de belangrijkste landen is het aannemelijk dat de vijfklinkerspelling zoetjesaan uit zal sterven, maar het onderwerp ligt bij veel oudgedienden erg gevoelig en hoewel de variaties in veel opzichten bepaald onhandig zijn, is de ontwikkeling/promotie van de taal waarschijnlijk beter gediend door tolerantie en respect voor de verschillende schrijfwijzen dan door spot, ruzie, en onderlinge discussies. Wie Quechua wil leren doet er waarschijnlijk goed aan dit in het achterhoofd te houden en de chaos gelaten te accepteren, net zoals het ook weinig zin heeft om je druk te maken over het doorgaans mindere niveau van de spelling van het Spaans in Latijns-Amerika.

## Uitspraak
Medeklinkers worden veelal uitgesproken als in het Nederlands, met de volgende verschillen:
<q> uitgesproken als diepe harde 'g' in lachen
<ll> uitgesproken als -lj-, in het Engelse million <lli>
<ch> uitgesproken als -tj-, in weetje
In het gestandaardiseerde Quechua van de Zuidelijke Andes wordt de "qh" uitgesproken als een Arabische "q" — een k-klank diep in de keel — met direct erna een Engelse "h". De "w" wordt als een Engelse "w" uitgesproken.
De uitspraak van de klinkers is als volgt:
De i wordt uitgesproken als in Duits 'biss'.
De u wordt uitgesproken als in het Engelse 'put'.
De a wordt uitgesproken als in Brits Engels 'cat'.

## Enkele voorbeelden
- ja = arí
- nee = mana(m)
- alstublieft = allichu
- Goedendag = Allin p'unchaw
- Hoe gaat het? = Imaynallan kachkanki?
- Het gaat goed! = Allillanmi!
- Tot morgen! = Paqarinkama!
- ik = ñuqa
- jij = qam
- hij, zij, het = pay
- wij (maar niet jij) = ñuqayku
- wij allemaal = ñuqanchik
- jullie = qamkuna
- ze, zij = paykuna
- Meervouden worden gevormd door de uitgang -kuna: Poema's = Pumakuna.
- Verkleining krijgen de uitgang -cha: Lamaatje = Llamacha.
- huis = wasi
- kindje = wawa
- mes = tumi
- muis =ucucha (Ecuador) of huk'ucha (Bolivia)
- kat = misi (Ayacucho) of michi (Cuzco)
- vos = atuq
- hond = allqo
- condor = kuntur
- cavia = quwi (ook als voedsel)

### Tellen
- 1 = huk
- 2 = iskay
- 3 = kimsa
- 4 = tawa
- 5 = pichqa
- 6 = suqta
- 7 = qanchis
- 8 = pusaq
- 9 = isqun
- 10 = chunka
- 100 = pachak
- 1000 = waranqa

Waarbij de uitgang -yuq zoiets betekent als "met":
- Drieduizendvijfhonderdvierendertig = Kimsa waranqa pichqa pachak kimsa chunka tawayuq

## Internationaal bekende Quechua woorden
Uit het Quechua komen woorden als poema, condor, coca, jerky (gedroogd vlees), kinine, papa (Amerikaans-Spaans voor aardappel), lama en vicuña.

### Culturele namen en termen
- inti raymi = zonnefeest
- Pacha Mama = Moeder Aarde
- Wira Qucha = vet meer
- Viracocha = oppergod van de Andes
- Machu Pikchu = oude, mannelijke bergtop (tevens de naam van Machu Picchu, de wereldberoemde Incastad)
- Saksay Waman = doorvoede valk (tevens de naam van het Incafort Sacsayhuamán boven Cuzco)
- Pachakamaq = aarde-beziel-er (pacha-kama-q) - De ruïne pachacamac bij Lima.
- Q'uri Anka = Gouden Adelaar - De actrice Q'orianka Kilcher
- Thupaq Amaru = Blinkende afgodslang, onder andere bekend van Túpac Amaru II (indiaans vrijheidsstrijder) en Tupac Amaru Shakur (Amerikaanse rapper)

## Taalcodes
Hieronder een overzicht van de taalcodes die in verschillende coderingssystemen gebruikt worden voor Quechua(-achtigen).
| Codering                            | Groep | Varianten |
| ----------------------------------- | ----- | --- |
| ISO 639-1 en RFC 3066               | qu    | - |
| ISO 639-2                           | que   | - |
| ISO/DIS 639-3                       | que   | cqu, (géén inb & inj), qub, qud, quf, qug, quh, quk, qul, qup, qur, qus, quw, qux, quy, quz, qva, qvc, qve, qvh, qvi, qvj, qvl, qvm, qvn, qvo, qvp, qvs, qvw, qvz, qwa, qwc, qwh, qws, qxa, qxc, qxh, qxl, qxn, qxo, qxp, qxr, qxt, qxu, qxw |
| Nieuwe SIL-codes (Ethnologue Ed.15) | -     | cqu, inb, inj, qub, qud, quf, qug, quh, quk, qul, qup, qur, qus, quw, qux, quy, quz, qva, qvc, qve, qvh, qvi, qvj, qvl, qvm, qvn, qvo, qvp, qvs, qvw, qvz, qwa, qwc, qwh, qws, qxa, qxc, qxh, qxl, qxn, qxo, qxp, qxr, qxt, qxu, qxw         |
| Oude SIL-codes (Ethnologue Ed.14)   | -     | INB, INJ, QAN, QAR, QCL, QCP, QEA, QEC, QED, QEE, QEF, QEG, QEH, QEI, QEJ, QEM, QEP, QES, QHJ, QHO, QHU, QJU, QLB, QLN, QNL, QNT, QQC, QQS, QQU, QSA, QUB, QUD, QUE, QUF, QUG, QUH, QUK, QUL, QUO, QUP, QUR, QUS, QUW, QUX, QUY, QUZ         |

- Bibliothèque nationale de France: cb11949781m (data)
- Gemeinsame Normdatei: 4133214-3
- Library of Congress Control Number: sh85109790
- Bibliotheek van het Japanse parlement: 00575996
- Nationale Bibliotheek van Tsjechië: ph172901
- Nationale Bibliotheek van Israël: 987007553300505171